# پیامی در بطری (فیلم)
پیغام در بطری (نامه در بطری) (به انگلیسی: Message in a Bottle) فیلمی محصول سال ۱۹۹۹ و به کارگردانی لوئیس ماندوکی است. در این فیلم بازیگرانی همچون کوین کاستنر، رابین رایت، پل نیومن، جان سوج، ایلیانا داگلاس، رابی کالترین، جسی جیمز، بتل لسلی، تام آلدریج و هیدن پنیتیر ایفای نقش کرده‌اند.

## داستان
ترزا آزبورن، خبرنگار پیشین، اکنون به‌عنوان پژوهشگر برای روزنامهٔ شیکاگو تریبیون کار می‌کند. در سفری به کِیپ کاد، او در ساحل بطری‌ای پیدا می‌کند که درون آن نامه‌ای عاشقانه، تایپ‌شده و رمزآلود خطاب به زنی به نام کاترین قرار دارد. این نامه او را مجذوب خود می‌کند و آن را به همکارانش نشان می‌دهد. بدون اطلاع ترزا، آن‌ها نامه را در روزنامه چاپ می‌کنند و موجی از واکنش‌ها به‌دنبال دارد.
یکی از پاسخ‌ها نامهٔ دیگری را نیز ضمیمه دارد که به همان فرد، با همان سربرگ و به همان سبک نوشته شده است. مدتی بعد، یکی از خوانندگان نامهٔ سومی را می‌فرستد که این‌بار خطاب به کاترین نیست، اما روی همان کاغذ و با همان ماشین تحریر تایپ شده است. نهایتاً با پیگیری سبک تایپ و سربرگ نامه‌ها، نویسنده شناسایی می‌شود: نام او گرت بلیک است، که در منطقهٔ آرام آوتر بنکس در کارولینای شمالی، نزدیک پدرش داج، زندگی می‌کند.
ترزا برای پژوهش بیشتر به آوتر بنکس می‌رود، اما پس از دیدار با گرت، میان آن دو جاذبه‌ای شکل می‌گیرد و رفته‌رفته به هم نزدیک می‌شوند. ترزا می‌خواهد هدف واقعی سفرش را برای او بازگو کند، اما از این بیم دارد که او را از دست بدهد و این کار را به تعویق می‌اندازد. افزون بر فاصلهٔ فیزیکی میان آن‌ها ــ که صدها کیلومتر است ــ مشکل دیگری نیز وجود دارد: گرت هنوز نتوانسته کاترینی را که از دنیا رفته فراموش کند.
در همین حین، حرفهٔ ترزا رونق می‌گیرد؛ زیرا داستان عاشقانهٔ «نامه در بطری» بدون ذکر نام‌ها در روزنامه چاپ می‌شود. گرت به شیکاگو می‌رود تا از ترزا و پسر خردسالش دیدن کند. آن‌ها روز خوشی را با هم می‌گذرانند، اما وقتی گرت نامه‌هایش را در کشوی کنار تخت ترزا پیدا می‌کند، ناراحت می‌شود و قصد رفتن دارد.
ترزا به او می‌گوید که سه نامه وجود دارد، در حالی‌که گرت فقط دو نامه نوشته بوده است. همین موضوع کنجکاوی او را برمی‌انگیزد و بازمی‌گردد تا نامهٔ سوم را ببیند. نامهٔ سوم، که خطاب به کاترین هم نیست، در واقع به قلم خود کاترین است. او در این نامه از عشقش، آگاهی‌اش از مرگ قریب‌الوقوع، و رضایتی که از زندگی کوتاهش با گرت داشته سخن گفته است. گرت با در دست داشتن نامه می‌رود و ترزا را گریان تنها می‌گذارد.
گرت زندگی‌اش را از نو آغاز می‌کند و با خانوادهٔ کاترین که بر سر آثار هنری او با گرت اختلاف داشتند، صلح می‌کند. با کمک برادر کاترین، قایق شخصی‌اش را به پایان می‌رساند و آن را به نام «کاترین» نام‌گذاری می‌کند. سپس از ترزا دعوت می‌کند که به دیدنش بیاید.
وقتی ترزا به آن‌جا می‌رود، شاهد سخنرانی پرشور گرت دربارهٔ کاترین می‌شود. او درمی‌یابد که گرت هنوز عاشق همسر از‌دست‌رفته‌اش است، و او را ترک می‌کند. ترزا می‌گوید که هرگاه گرت احساس کرد آمادهٔ آغاز زندگی جدیدی است، می‌تواند با او تماس بگیرد.
پس از آن شب، گرت نامه‌ای خطاب به کاترین می‌نویسد، آن را در بطری می‌گذارد و به دریا می‌رود. طوفانی درمی‌گیرد و گرت در تلاش برای نجات خانواده‌ای از قایق در حال غرق، جان دو تن از سه سرنشین را نجات می‌دهد، اما خودش غرق می‌شود.
داج به ترزا زنگ می‌زند و خبر مرگ گرت را می‌دهد. ترزا، دل‌شکسته، به آن‌جا می‌رود تا وداع کند. داج نامه‌ای را که گرت برای کاترین نوشته بود و در قایقش پیدا شده بود، به او می‌دهد. در آن نامه، گرت نوشته بود که شخصی دیگر را یافته است؛ ترزا، که به‌اندازهٔ کاترین برایش عزیز است. او تصمیم گرفته بود زندگی تازه‌ای را با ترزا آغاز کند و از کاترین طلب برکت کرده بود. ترزا، اگرچه غمگین و اندوهگین بازمی‌گردد، اما با آرامشی درونی، چرا که این تجربه به او آموخته مهم‌ترین چیز در زندگی چیست.